# Jerzy Kopański
Jerzy Kopański (ur. 8 kwietnia 1957 w Katowicach) – polski zapaśnik, medalista mistrzostw świata i mistrzostw Europy, olimpijczyk z Seulu 1988.
Zawodnik klubów: MKS Pałac Młodzieży Katowice w latach 1969-1977 i GKS Katowice (lata 1978–1989), walczący w stylu klasycznym. Mistrz Polski w wadze półśredniej (74 kg) w latach 1984, 1986.
Brązowy medalista mistrzostw świata w 1981 roku w wadze lekkiej (68 kg). Uczestnik mistrzostw świata w roku 1983, podczas których zajął 6. miejsce w wadze lekkiej.
Dwukrotny srebrny medalista (w wadze 68 kg) mistrzostw Europy w Budapeszcie (1983) i Tampere (1987). Uczestnik mistrzostw Europy w Lipsku (1985) podczas których zajął 5. miejsce w wadze 74 kg oraz w Pireusie (1986) podczas których zajął 4. miejsce w wadze 74 kg.
Na igrzyskach w Seulu wystartował w wadze lekkiej zajmując 5. miejsce.